# 11248 Bleriot
A 11248 Bleriot (ideiglenes jelöléssel 4354 T-3) a Naprendszer kisbolygóövében található aszteroida. Cornelis Johannes van Houten,  Ingrid van Houten-Groeneveld és Tom Gehrels fedezte fel 1977. október 16-án.